# Juan Manuel Cerúndolo
Juan Manuel Cerúndolo (* 15. listopadu 2001 Buenos Aires) je argentinský profesionální tenista hrající levou rukou. Ve své dosavadní kariéře na okruhu ATP Tour vyhrál jeden turnaje ve dvouhře, když triumfoval na Córdoba Open 2021. Na challengerech ATP a okruhu ITF získal šest titulů ve dvouhře a jeden ve čtyřhře.
Na žebříčku ATP byl ve dvouhře nejvýše klasifikován v lednu 2022 na 79. místě a ve čtyřhře v únoru 2020 na 376. místě. Trénují ho Andres Dellatorre a otec Alejandro Cerundolo.
Jeho starší bratr Francisco Cerúndolo je také profesionální tenista.

## Tenisová kariéra
V hlavní soutěži na okruhu ATP Tour debutoval na domácím Córdoba Open 2021, kde překvapivě dokázal získat titul. Jako 335. hráč světového klasifikace premiérově prošel bez ztráty setu tříkolovou kvalifikací, aby následně v hlavní soutěži zdolal celkem pět hráčů z první světové stovky. Postupně na jeho raketě dohráli Thiago Seyboth Wild, turnajová trojka a 41. hráč světa Miomir Kecmanović, Brazilec Thiago Monteiro, krajan Federico Coria a ve finále i Španěl Albert Ramos-Viñolas. Stalo se poprvé od roku 2004, kdy Santiago Ventura triumfoval v Casablance, a celkově v historii popáté, kdy hráč debutující v hlavní soutěži, turnaj ovládl. Svým žebříčkovým postavením byl desátým nejníže postaveným tenistou v historii, který vyhrál turnaj ATP. Díky bodovému zisku postoupil v novém vydání světové klasifikace o více než sto padesát příček, když mu nově patřilo 181. místo.
Debut v hlavní soutěži nejvyšší grandslamové kategorie zaznamenal v mužském singlu Australian Open 2022, kde jej v úvodním kole vyřadil český kvalifikant Tomáš Macháč po čtyřsetovém průběhu.

## Soukromý život
Narodil se roku 1998 v argentinské metropoli Buenos Aires do sportovně založené rodiny. Otec Alejandro Cerúndolo hrál závodně tenis v první polovině 80. let a na žebříčku mu patřila 309. příčka. Sestra Maria Constanza Cerúndolová byla členkou argentinského týmu pozemních hokejistek, které vyhrálo Letní olympijské hry mládeže 2018. O tři roky starší bratr Francisco Cerúndolo je rovněž profesionálním tenistou. Oba se stali první sourozeneckou dvojicí od Alexandra a Mischy Zverevových, jejíž členové figurovali současně v první stovce žebříčku. Oba také zasáhli do Cordoba Open 2021, kde se po 40 letech stali prvními argentinskými bratry, kteří se představili na stejném turnaji.

## Finále na okruhu ATP Tour
| Legenda                   |
| D – dvouhra; Č – čtyřhra  |
| Grand Slam (0)            |
| Turnaj mistrů (0)         |
| ATP Tour Masters 1000 (0) |
| ATP Tour 500 (0)          |
| ATP Tour 250 (1–1 D)      |

### Dvouhra: 2 (1–1)
| Stav      | č. | datum         | turnaj             | kategorie | povrch | soupeř ve finále     | výsledek      |
| --------- | -- | ------------- | ------------------ | --------- | ------ | -------------------- | ------------- |
| Vítěz     | 1. | únor 2021     | Córdoba, Argentina | ATP 250   | antuka | Albert Ramos-Viñolas | 6–0, 2–6, 6–2 |
| Finalista | 1. | červenec 2025 | Gstaad, Švýcarsko  | ATP 250   | antuka | Alexander Bublik     | 4–6, 6–4, 3–6 |

## Finále na challengerech ATP a okruhu Futures
| Legenda                    |
| -------------------------- |
| Challengery (3–2 D; 0–1 Č) |
| Futures (3–4 D; 1–1 Č)     |

### Dvouhra: 12 (6–6)
| Stav      | č. | datum          | turnaj                          | povrch | soupeř ve finále           | výsledek      |
| --------- | -- | -------------- | ------------------------------- | ------ | -------------------------- | ------------- |
| Vítěz     | 1. | červen 2019    | Tabarka, Tunisko                | antuka | Antoine Escoffier          | 6–4, 7–6(8-6) |
| Finalista | 1. | srpen 2019     | Baja, Maďarsko                  | antuka | Máté Valkusz               | 4–6, 6–4, 2–6 |
| Vítěz     | 2. | srpen 2019     | Helsinki, Finsko                | antuka | Patrik Niklas-Salminen     | 6–2, 6–3      |
| Vítěz     | 3. | září 2019      | Santiago, Chile                 | antuka | Sebastián Báez             | 7–6(7-5), 6–1 |
| Finalista | 2  | říjen 2019     | Junín Argentina                 | antuka | Hernán Casanova            | 2–6, 1–6      |
| Finalista | 3. | březen 2020    | Hurlingham, Argentina           | antuka | Facundo Díaz Acosta        | 6–7(2-7), 5–7 |
| Finalista | 4. | leden 2021     | Antalya, Turecko                | anruka | Giovanni Fonio             | bez boje      |
| Vítěz     | 4. | 2. května 2021 | Řím, Itálie                     | antuka | Flavio Cobolli             | 6–2, 3–6, 6–3 |
| Finalista | 5. | srpen 2021     | Meerbusch, Německo              | antuka | Marcelo Tomás Barrios Vera | 6–7(7–9), 3–6 |
| Vítěz     | 5. | srpen 2021     | Como, Itálie                    | antuka | Gian Marco Moroni          | 7–5, 7–6(9–7) |
| Vítěz     | 6. | září 2021      | Banja Luka, Bosna a Hercegovina | antuka | Nikola Milojević           | 6–3, 6–1      |
| Finalista | 6. | říjen 2021     | Lima, Peru                      | antuka | Nicolás Jarry              | 2–6, 5–7      |

### Čtyřhra: 3 (1–2)
| Stav      | č. | datum      | turnaj                  | povrch | spoulhráč              | soupeřo ve finále              | výsledek      |
| --------- | -- | ---------- | ----------------------- | ------ | ---------------------- | ------------------------------ | ------------- |
| Finalista | 1. | srpen 2019 | Baja, Maďarsko          | antuka | Francisco Comesaña     | Petr Hájek Ondřej Krstev       | 6–7(5-7), 3–6 |
| Finalista | 2. | leden 2020 | Punta del Este, Uruguay | antuka | Thiago Agustín Tirante | Orlando Luz Rafael Matos       | 4–6, 2–6      |
| Vítěz     | 1. | leden 2021 | Antalya, Turecko        | antuka | Pedro Cachín           | Vladyslav Orlov Denis Yevseyev | 7–5, 6–2      |